# Projeto Resgate Barão do Rio Branco

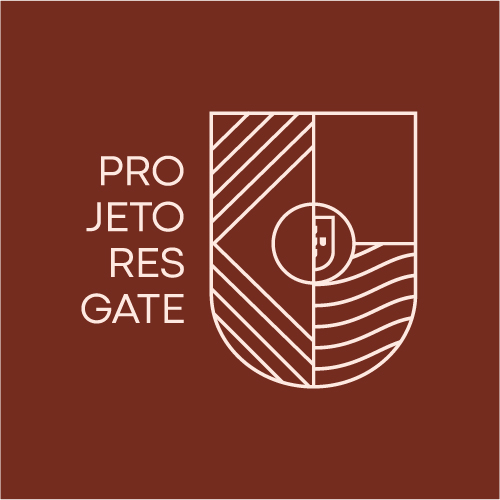
Variação da logo do Centro de Memória do Projeto Resgate da Fundação Biblioteca Nacional.

O Projeto Resgate Barão do Rio Branco é um programa de cooperação arquivística cujo principal objetivo é inventariar e reproduzir os documentos referentes ao Brasil que estão nos arquivos estrangeiros.
Apoiado no Acordo Cultural Brasil-Portugal de 1966, e inspirado nas orientações da Conferência Geral da Organização das Nações Unidas para a Educação, Ciência e Cultura (UNESCO) realizada em 1974, na qual os Estados membros foram convidados a refletir sobre a possibilidade de transferência documental entre as nações que possuem uma história comum, o Projeto Resgate Barão do Rio Branco foi institucionalizado em 1997 sob os auspícios da seção brasileira da Comissão Luso-Brasileira para a Salvaguarda e Divulgação do Patrimônio Documental. Desde o início, é uma atividade vinculada ao Ministério da Cultura.
O nome do projeto homenageia o diplomata brasileiro que alicerçou as fronteiras do país: José Maria da Silva Paranhos Júnior, o Barão do Rio Branco.
O Projeto Resgate contou com o apoio de instituições públicas e privadas e, entre 2015 e 2022, seus recursos foram oriundos de um projeto de cooperação técnica internacional com a UNESCO.

## História

##### Primórdios
A concepção inicial do Projeto Resgate pode ser retroagida a meados do século XIX, quando diplomatas e historiadores brasileiros se debruçaram sobre o desafio de recuperar e instituir a história do Brasil. Contam-se, entre os estudiosos, o próprio Barão do Rio Branco, o advogado José Higino e Guilherme Chambly Studart, o Barão de Studart.

##### Institucionalização
Sendo Portugal a nação que conserva a maior parte da massa documental que antecede a independência brasileira, o Projeto Resgate priorizou os manuscritos ali conservados, antes de estender a pesquisa a outros países. Em 1983 foi firmado o primeiro protocolo de microfilmagem entre Brasil e Portugal. Tendo em vista a celebração dos 500 anos da chegada dos lusitanos ao atual território brasileiro, firmaram-se sucessivamente: a Declaração Conjunta de Lisboa, em 1995; o Termo de Compromisso de Porto Seguro, em 1996; e o Plano Luso-Brasileiro de Microfilmagem, em 1997. Durante o governo de Fernando Henrique Cardoso, o Projeto Resgate contou com aporte financeiro para a sua realização.

##### Dificuldades
Apesar dos efeitos positivos gerados pelo desenvolvimento do Projeto Resgate Barão do Rio Branco, a iniciativa contou, e ainda conta, com desafios. Dentre esses, destacam-se a falta de estabilidade em relação ao financiamento público e a falta de institucionalidade na nomeação de seu coordenador geral.
Durante o governo de Luiz Inácio Lula da Silva, a Universidade de Brasília se propôs albergar em seu Centro de Memória Digital o Projeto Resgate em Conteúdo Digital. No entanto, a partir de 2013 esse repositório digital não teve mais como sustentar economicamente a manutenção da documentação. Tanto as novas pesquisas quanto a disponibilização do acervo dependiam de escassos fomentos e patrocínios.
Uma solução paliativa só foi encontrada dois anos depois, por meio do estabelecimento de cooperação técnica entre o Ministério da Cultura e a UNESCO, em virtude da qual a Fundação Biblioteca Nacional passou a ser tanto o novo repositório do Projeto Resgate, quanto a diretora nacional do Projeto UNESCO 914BRZ3025, denominado "Fortalecimento, Difusão e Ampliação do Projeto Resgate Barão do Rio Branco". O governo Michel Temer investiu R$ 1.842.837,00 no Projeto UNESCO 914BRZ3025. Embora não tenha havido novos aportes durante o governo de Jair Messias Bolsonaro, a maior parte do saldo investido só foi executado em 2022. O acordo de cooperação resolveu temporariamente o problema econômico. No entanto, como a normativa brasileira sobre cooperação internacional é bastante restritiva, o Projeto Resgate passou a contar exclusivamente com a contratação consultores para a sua operação.
Por ocasião da troca da presidência da República em 2023, o Projeto Resgate novamente deixou de ser prioridade para o governo Lula. Os esforços despendidos pelos servidores públicos envolvidos no Projeto para garantir a prorrogação do acordo de cooperação com a UNESCO foram ignorados e a sua vigência expirou a 2 de março de 2023.

##### Coordenadores
De 1996 a 2011, a servidora federal Esther Caldas Guimarães Bertoletti integrou a seção brasileira da COLUSO a título de Coordenadora Técnica do Projeto Resgate Barão do Rio Branco.
Seguidamente, foi substituída pela servidora Katia Jane de Souza Machado, de 2012 a 2020, durante cuja gestão o Projeto Resgate foi transferido à Fundação Biblioteca Nacional. Nesse período, a coordenação técnica do Projeto Resgate foi compartilhada com Maria Eduarda Castro Magalhães Marques, coordenadora do Projeto UNESCO 914BRZ3025 de 2017 a 2022 e responsável em 2018 pela organização do seminário internacional Rumos do Resgate, signos globais da memória cultural brasileira. Após a aposentadoria de Katia Jane Machado e o pedido de exoneração de Maria Eduarda Marques, então diretora executiva da Fundação Biblioteca Nacional, a direção do Projeto Resgate voltou a se unificar sob a coordenação do historiador e arquiteto João Carlos Nara Jr., servidor da UFRJ cedido à Biblioteca Nacional em 2020 para assumir a Coordenação de Cooperação Institucional.
João Carlos Nara Jr. atuou simultaneamente como diretor geral do Projeto Resgate, seu representante junto à COLUSO e como responsável pelo Projeto UNESCO 914BRZ3025. Durante a sua gestão foram elaborados um projeto de tesauro e um projeto de comunicação institucional; realizou-se um levantamento da documentação portuguesa sobre a Independência do Brasil; foram mapeados arquivos de interesse na África, na América e na Ásia; e se elaboraram mais de dez novos instrumentos de pesquisa.
Entre os instrumentos referentes ao Arquivo Histórico Ultramarino, foram feitos catálogos sobre as Ordens Religiosas e Irmandades Leigas, Hodologia, Iconografia, Série Reino e Série Vários, Contratos avulsos, História Indígena Brasileira, História da Escravidão Negra no Brasil, Semiárido, História das Mulheres. Também se preparou um catálogo da Coleção Pombalina da Biblioteca Nacional de Portugal.
João Carlos Nara Jr. foi exonerado a 1º de janeiro de 2023 e devolvido à UFRJ, no início do governo Lula. O material produzido, que tinha sido entregue à Fundação Biblioteca Nacional, não foi publicado. Apesar disso, graças a um financiamento da Fundação Carlos Chagas Filho de Amparo à Pesquisa do Estado do Rio de Janeiro (FAPERJ), João Carlos publicou em 2024, com outros três pesquisadores, o livro O esquecimento das desavenças passadas: o processo de Independência do Brasil no Projeto Resgate "Barão do Rio Branco". Documentos do Arquivo Histórico Ultramarino de Lisboa, publicada pela Editora Alameda, de São Paulo. A obra coletiva é fruto do seu projeto “Identificação e exposição dos documentos históricos relativos ao processo de Independência do Brasil” (2021-2024), proposto ao órgão de fomento por ocasião das comemorações do Bicentenário da Independência.
Centro de Memória do Projeto Resgate
Em julho de 2022, tendo em vista que a Fundação Biblioteca Nacional é a depositária do acervo do Projeto, a presidência da instituição estabeleceu o Centro de Memória do Projeto Resgate, cuja missão abrange a preservação e a difusão do acervo de história comum do Projeto, o estímulo à cooperação técnica internacional, a promoção da pesquisa e de eventos acadêmicos e a própria preservação do Projeto Resgate. A fim de tentar garantir a permanência dessa política mesmo com uma eventual troca de governo, como de fato ocorreu, o Centro de Memória foi incluído como um núcleo da Coordenação Cooperação Institucional da Fundação Biblioteca Nacional em seu próprio Regimento. Foi nomeado como seu primeiro chefe o servidor Júlio Bandeira Marques-Ferreira.
A 8 de dezembro de 2023, o historiador Fernando Santos Berçot foi indicado interinamente como representante do Projeto junto à COLUSO. No entanto, este servidor, que tinha sido transferido do CEFET-RJ à Fundação Biblioteca Nacional para compor a força de trabalho, também foi devolvido ao seu órgão de origem logo no início de 2024, apesar do déficit de funcionários públicos da Fundação Biblioteca Nacional.
Em fins de fevereiro de 2024, a presidência da Fundação Biblioteca Nacional anunciou a futura contratação indireta de Luciano Raposo de Almeida Figueiredo para coordenar o projeto, por meio de uma empresa se serviços na área de história. Ele é especialista em História Colonial e deve dedicação exclusiva à Universidade Federal Fluminense, da qual é professor titular.

## Frutos

##### Acessibilidade
Por meio da Biblioteca Nacional Digital, o Projeto Resgate realiza uma contribuição para a memória brasileira e torna acessível ao público uma rica documentação que anteriormente só era possível conhecer por meio de onerosas viagens aos países que salvaguardam os documentos. Além disso, o Projeto propõe uma renovação historiográfica, como afirmou o jornal Folha de S. Paulo, e a Revista Pesquisa da FAPESP, uma vez que os documentos, muitos deles nunca estudados, tornaram-se públicos.

##### Catálogos e guias de fontes
Além do acervo digital, como fruto do trabalho que se iniciou em 1983, foram publicados catálogos e guias de fontes da massa documental presente no Arquivo Histórico Ultramarino de Lisboa, na Espanha, nos Estados Unidos, na França, na Inglaterra e na Irlanda, na Holanda, além dos guias de fontes referentes às antigas capitanias do nordeste, sudeste e sul do Brasil.

## Projeto Reencontro
O Projeto Reencontro é a contrapartida do Projeto Resgate para Portugal. Trata-se de uma coletânea de cópias da documentação presente nos arquivos brasileiros, atualmente conservadas no Arquivo Nacional Torre do Tombo. O Projeto Reencontro também foi desenvolvido no contexto das Comemorações dos Quinhentos Anos do Brasil e projetado nos termos do Plano Luso-Brasileiro de Microfilmagem.